# Peristilo

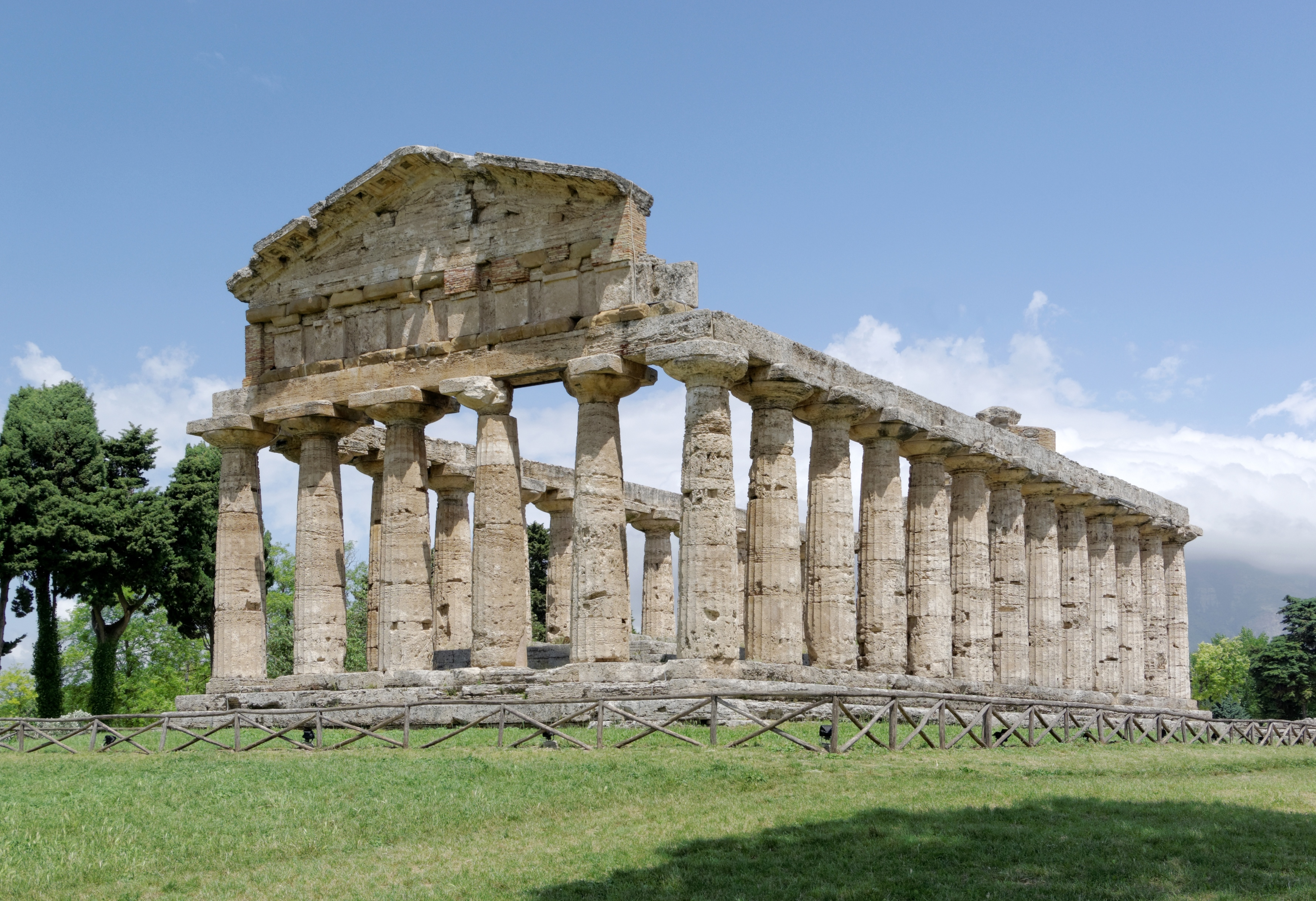
Templo de Atenea en Paestum. Los templos perípteros griegos están rodeados completamente por un peristilo que puede denominarse perístasis.

Peristilo (del latín peristȳlum, y este del griego περίστυλος, perístylon, de περί peri, "alrededor" o "rodeado" y στῦλος stylos, "columna": "rodeado de columnas") es la galería de columnas que rodea un edificio, o parte de él; o el recinto rodeado de columnas («como los atrios», indica el DRAE).

## Peristylum romano
Aunque para el DRAE el atrio sea un ejemplo de peristilo, en la nomenclatura habitual de las piezas en que se divide la casa romana de clase alta (la domus urbana, las villae rurales y, ya en época imperial, los palacios), se reserva la denominación peristylum para el gran patio interior, rodeado por pórticos de columnas y ajardinado (viridarium) o adornado con fuentes y esculturas, mientras que las paredes podían ser pintadas con frescos. 

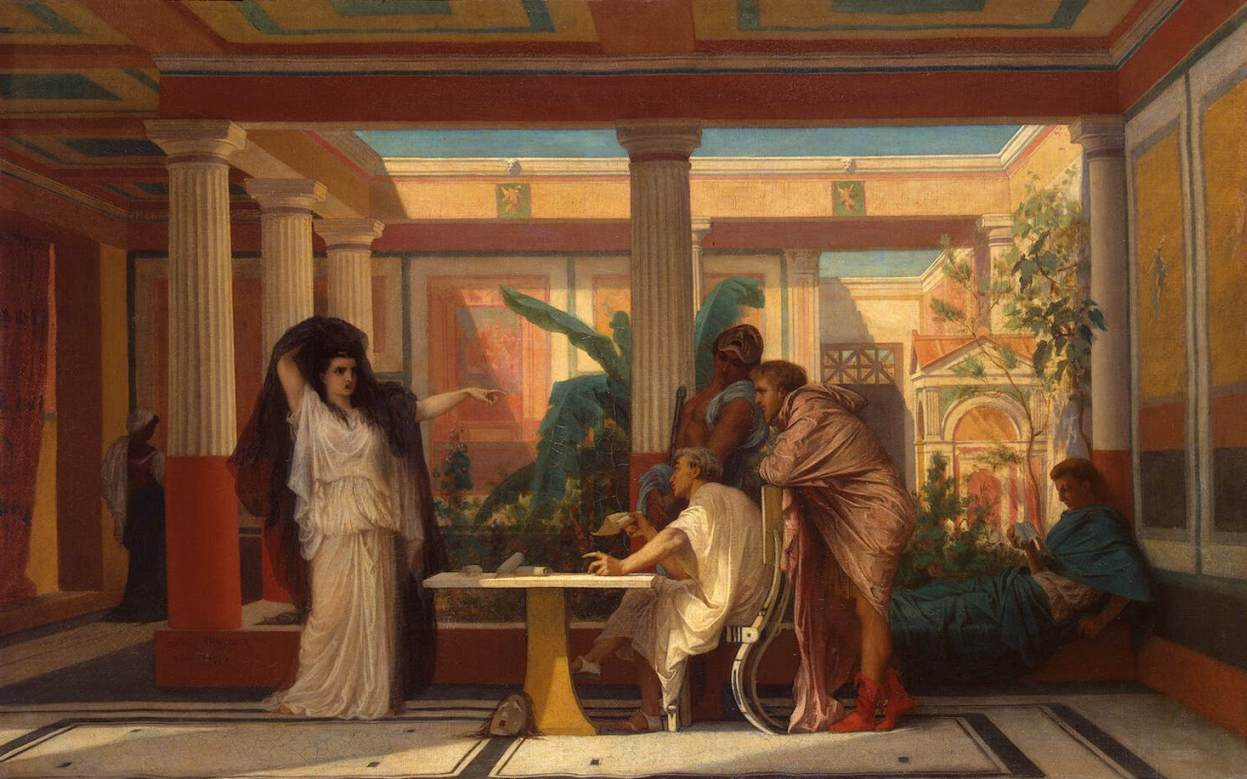
Ensayo teatral en casa de un antiguo poeta romano, Gustave Boulanger, 1855.
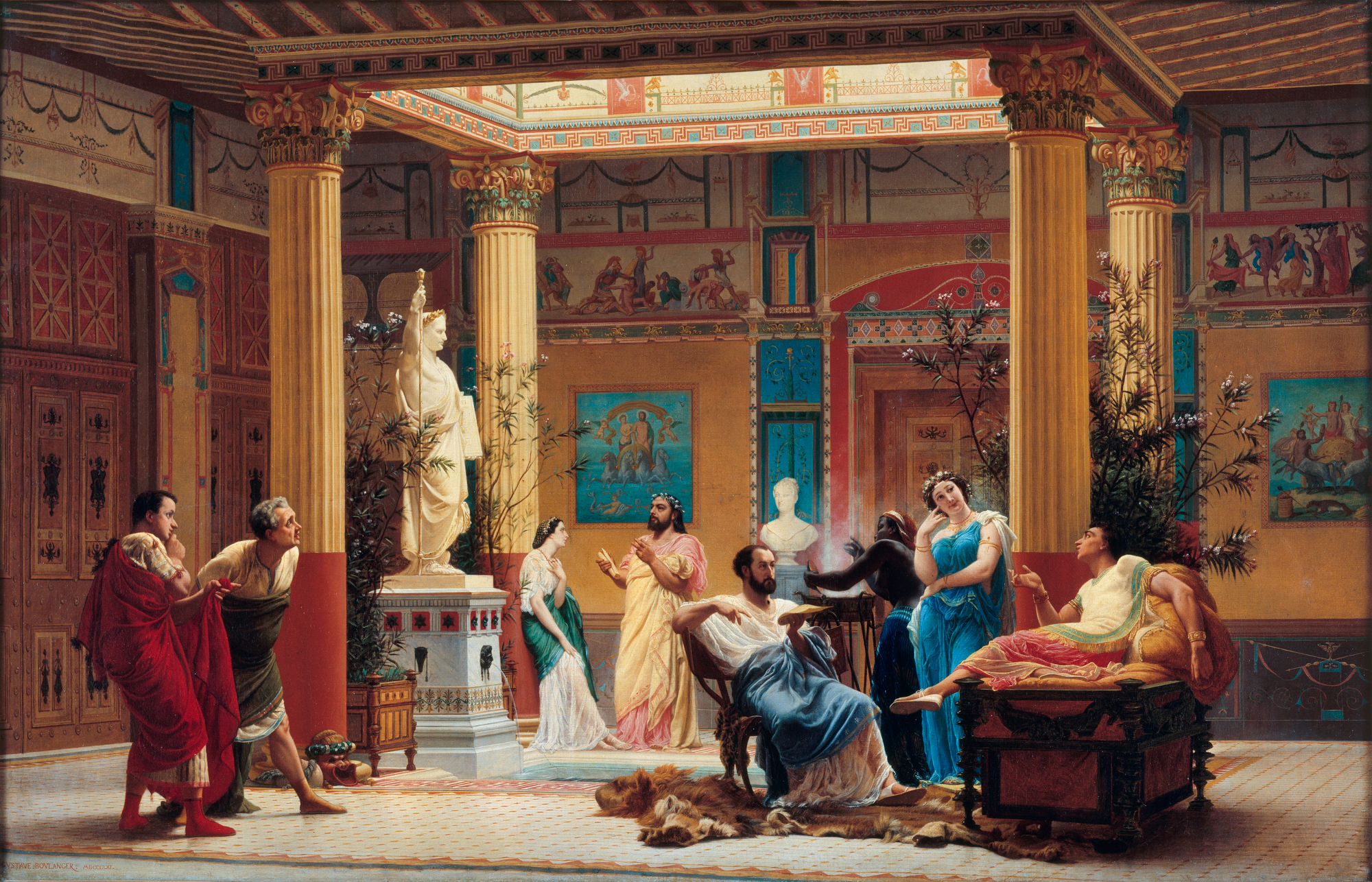
La mujer de Diómedes en el atrio de la mansión pompeyana del príncipe Napoleón, Gustave Boulanger, 1860
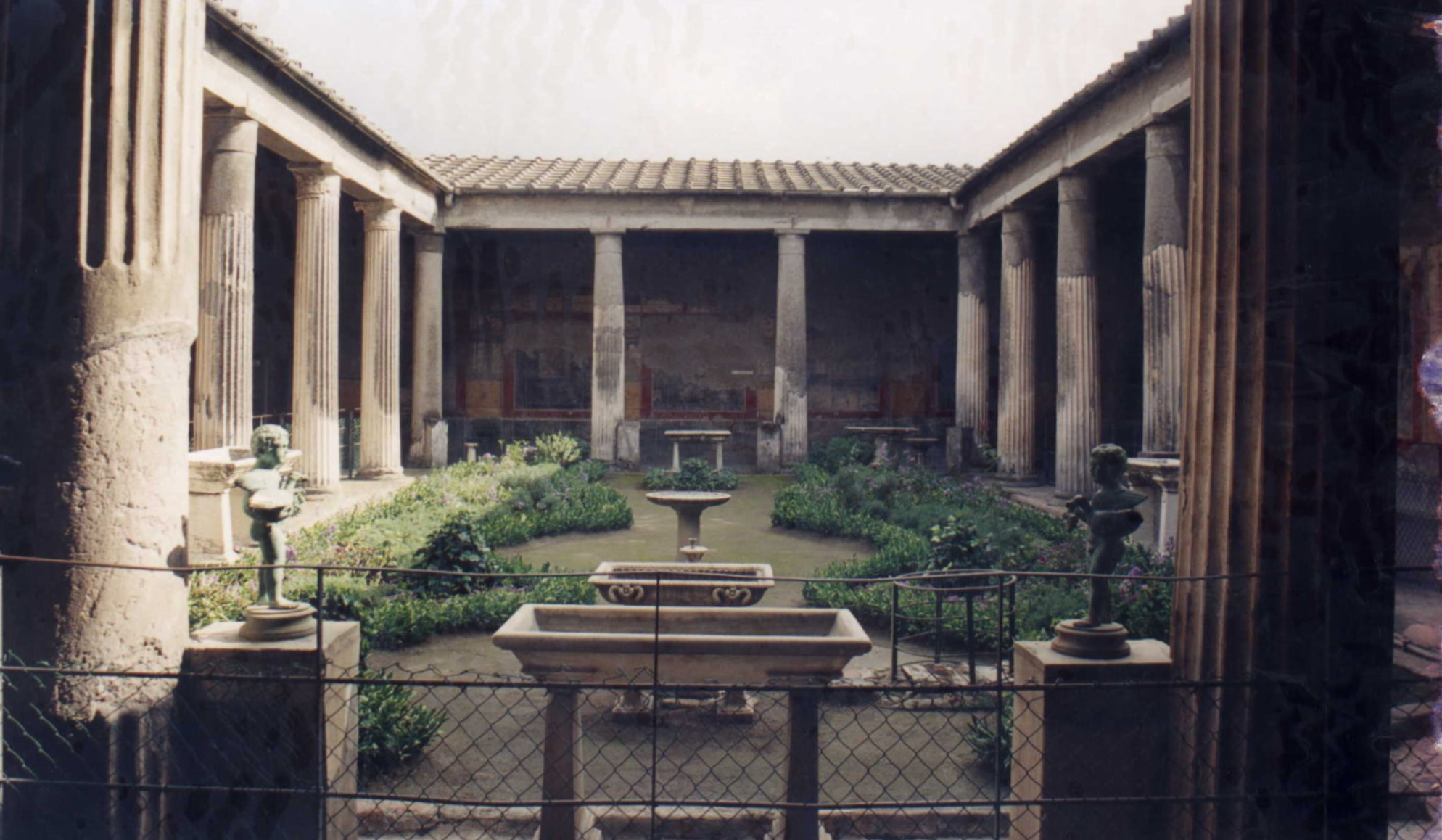
Peristilo de la Casa de los Vettii (Pompeya).
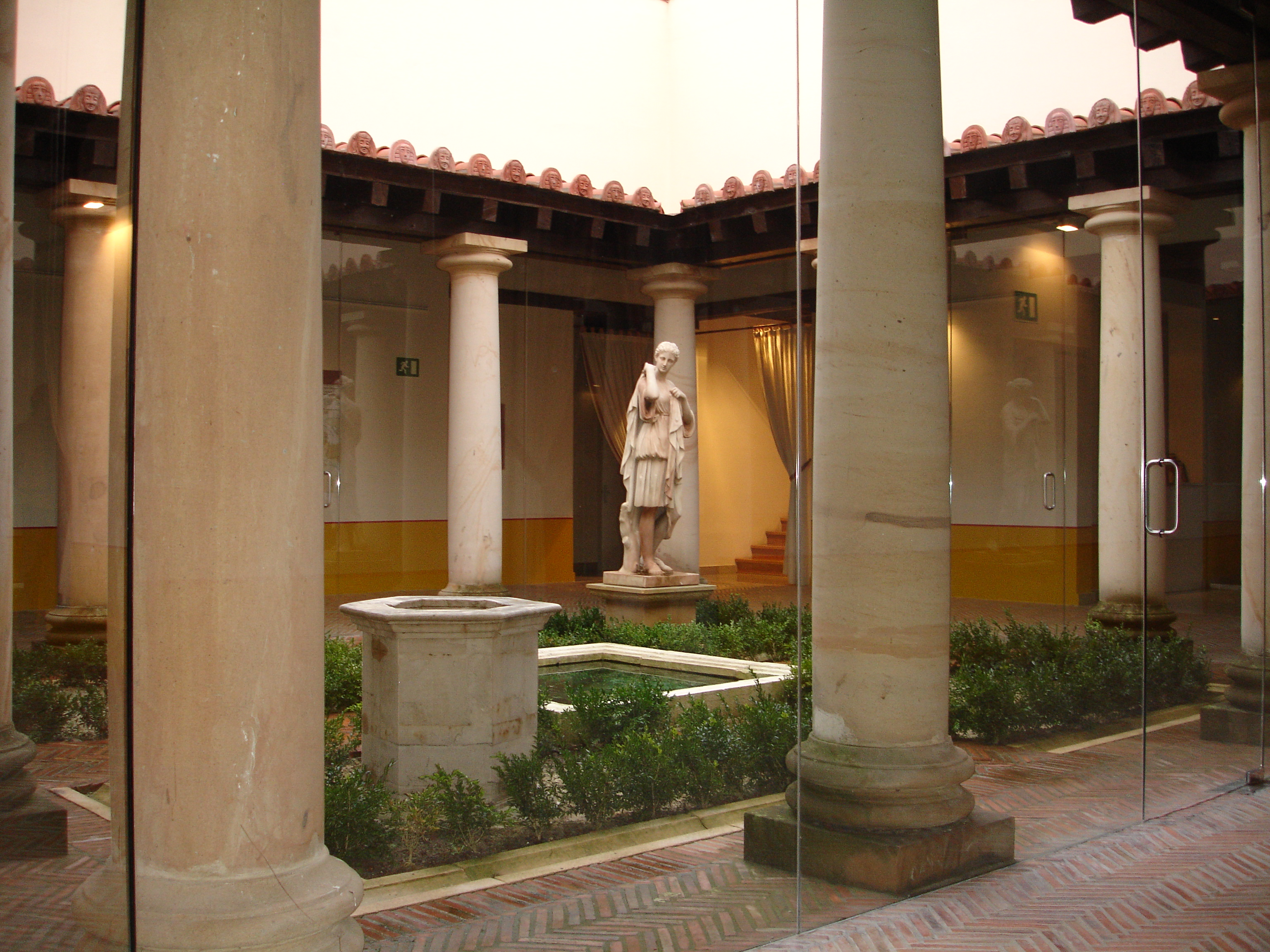
Reconstrucción de la domus de Julióbriga.
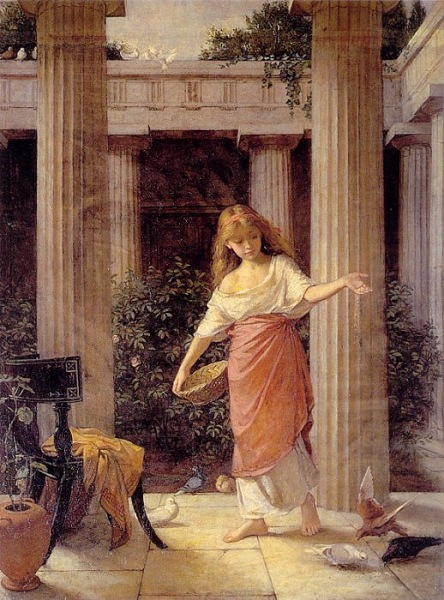
In the Peristyle, John William Waterhouse, 1874.
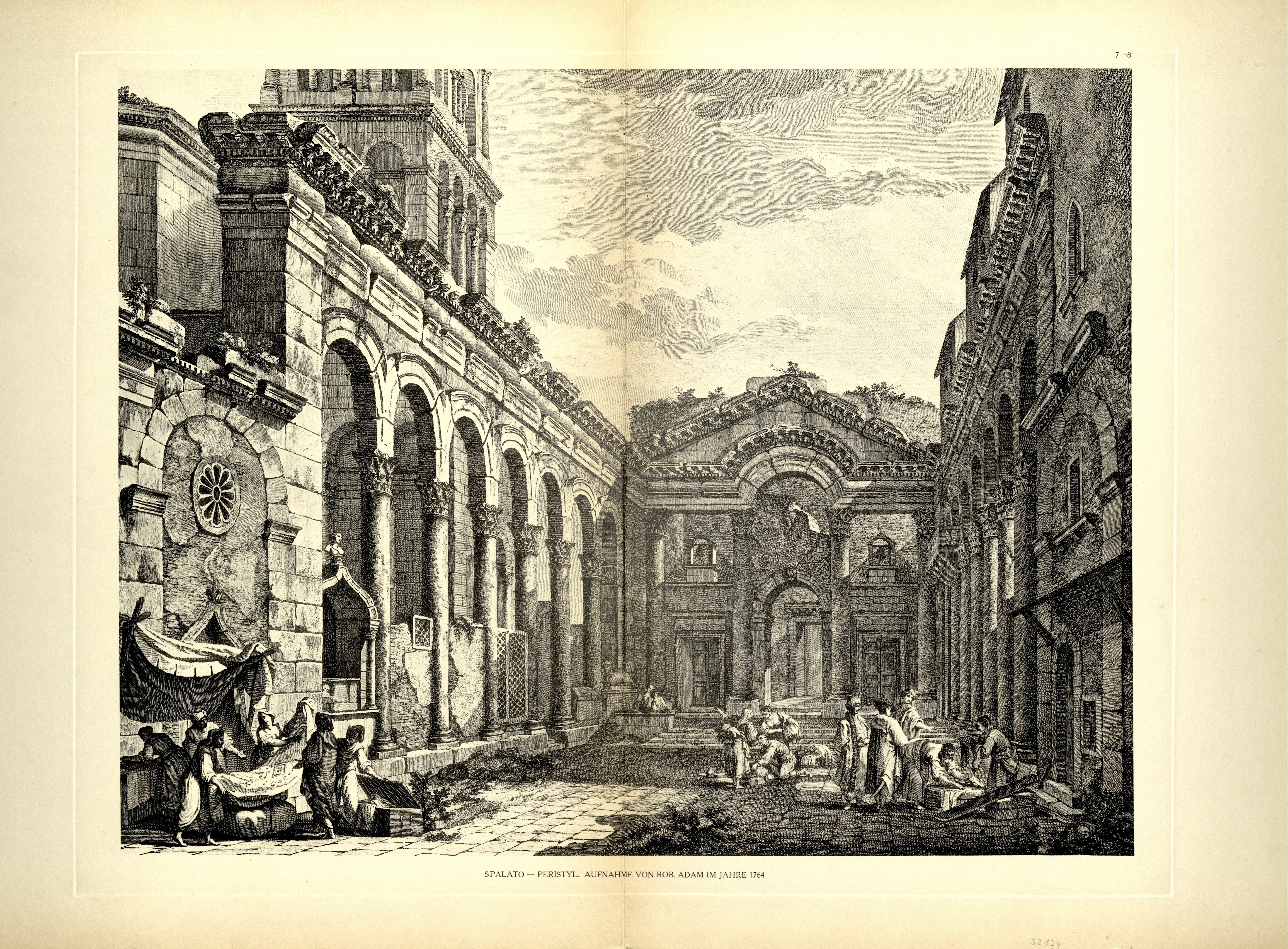
Peristilo del Palacio de Diocleciano en Spalatum.

Alrededor del peristilo se encontraban emplazadas las dependencias más importantes de la residencia: la exedra, el triclinium (comedor) y el tablinum. Se diferencia del atrium, el otro patio interior propio de las casas romanas, y del que está separado por el tablinum, por ser de mayor tamaño, encontrarse más alejado de la entrada y por destinarse a funciones de recepción social y recreo; mientras que el atrio, ubicado tras la entrada y el vestibulum, hacía las veces de espacio de distribución entre las estancias.
Las visitas de más rango o confianza del dueño de la casa eran recibidas en el peristilo (incluso se les podía invitar a bañarse junto con el dueño), mientras que los clientes de menor importancia eran despachados en zonas más externas, incluso hasta en las puertas de la casa (ianua, ostium).

Esquema axonométrico de una domus típica. Obsérvese cómo el atrium (5) está inmediatamente tras el vestibulum de acceso, y cómo contiene el impluvium (que recoge el agua del compluvium); mientras que el peristylum (14), de forma similar, pero más amplio y situado al fondo de la vivienda, contiene una piscina (estanque que contenía peces o se usaba para el baño, y que terminó teniendo uso litúrgico en el cristianismo primitivo).

## Grecia y Helenismo
Las civilizaciones prehelénicas tienen algún precedente del concepto arquitectónico del peristilo, destacadamente la zona del palacio de Cnosos conocida como sala de la columnata (hall of the colonnade). Además de la perístasis o peristilo de los templos griegos perípteros (como el propio Partenón), en la arquitectura y el urbanismo griegos se utilizaba con profusión el concepto de pórtico, con la denominación de stoa; especialmente como delimitación de espacios abiertos, tanto de uso religioso como civil (el ágora).
En Bizancio el Tetrastoon (τετράστῳον ‘cuatro stoas’) era una gran plaza rodeada por cuatro stoas; denominación que a veces se aplica a los peristilos.

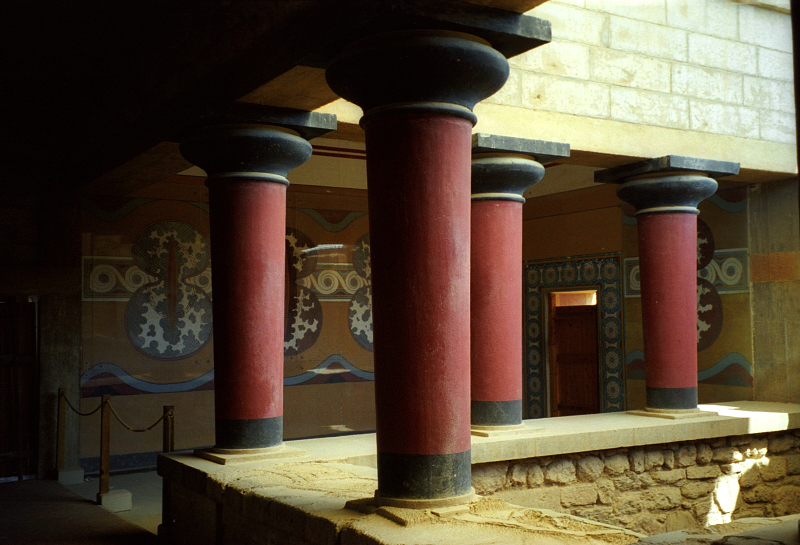
La "sala de la columnata" de Knossos.
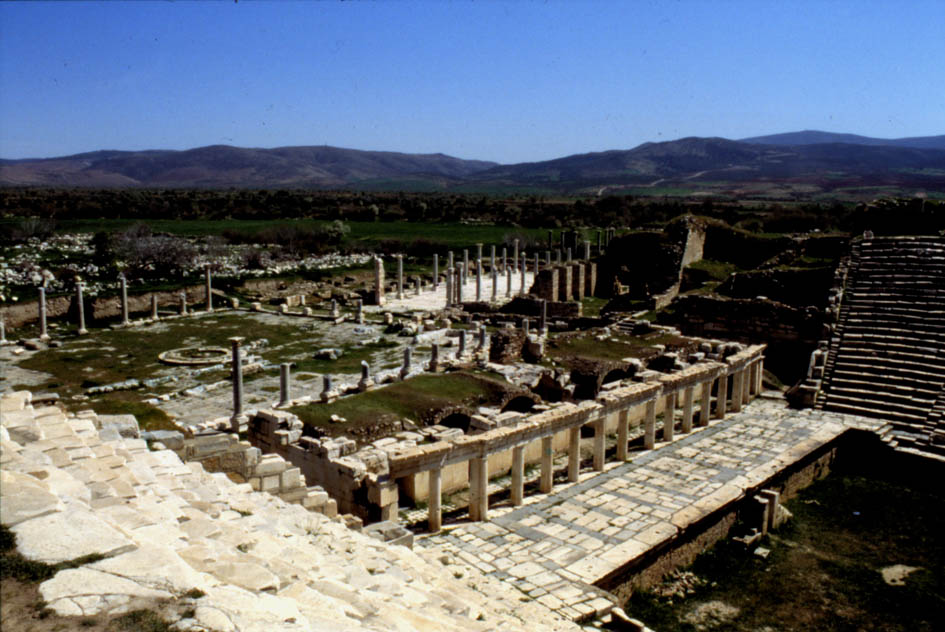
El Tetrastoon de Afrodisias.
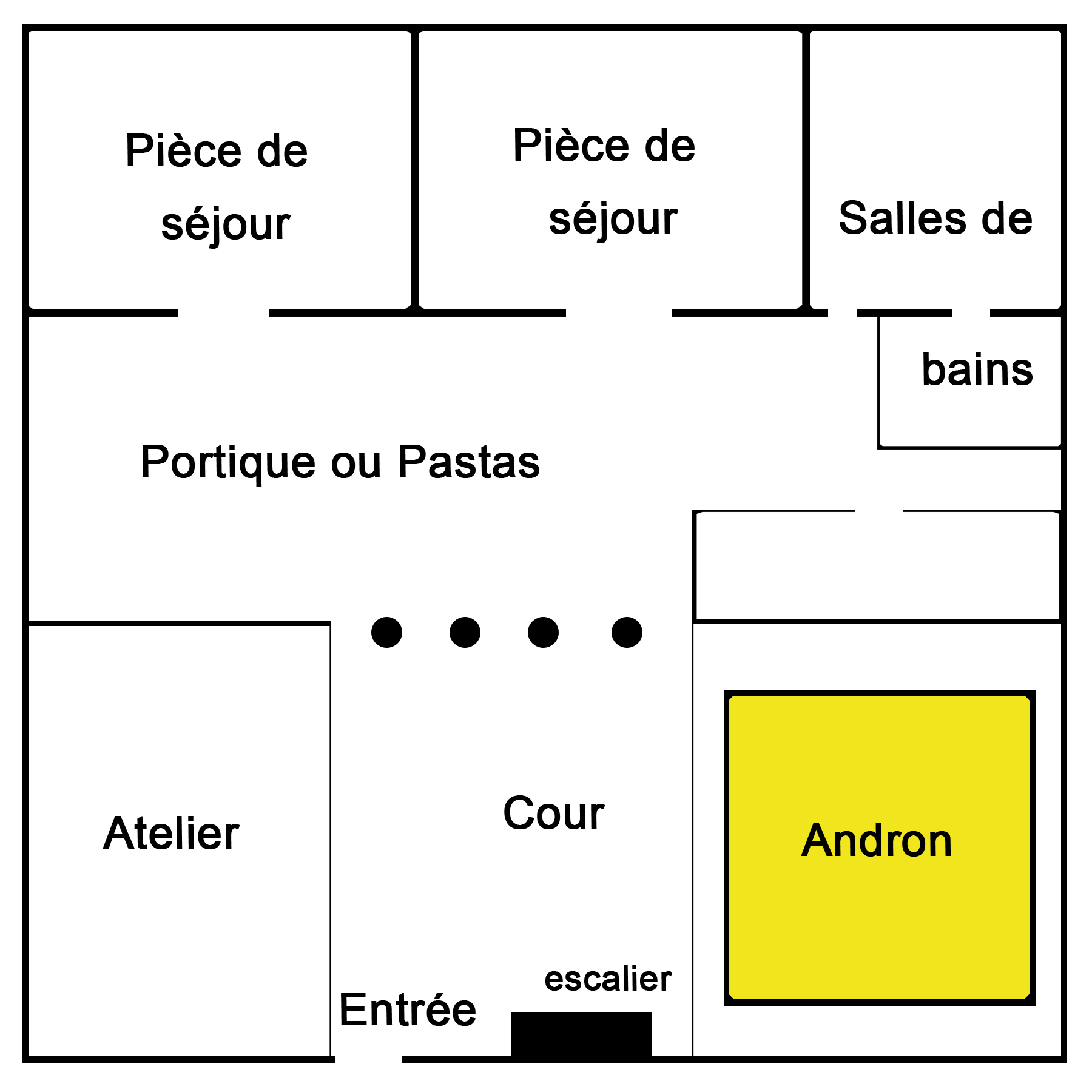
Casa de Olinto.
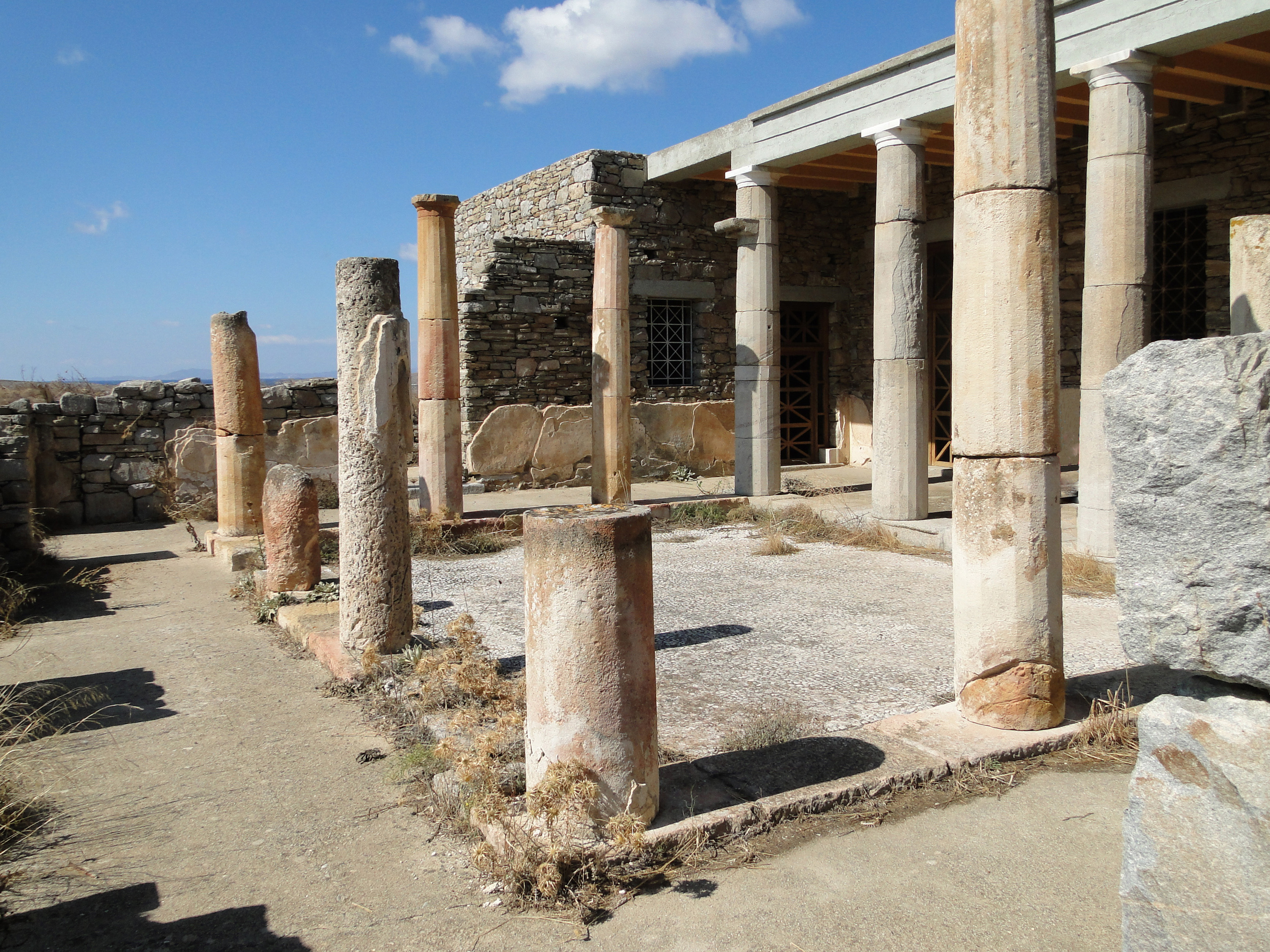
"Casa de las máscaras" en Delos.

La casa griega de época helenística, de la que son ejemplo las casas de Delos o la casa de Olinto, se organizaba en torno a un patio porticado (pastas).

## Templos egipcios y el concepto de hípetro

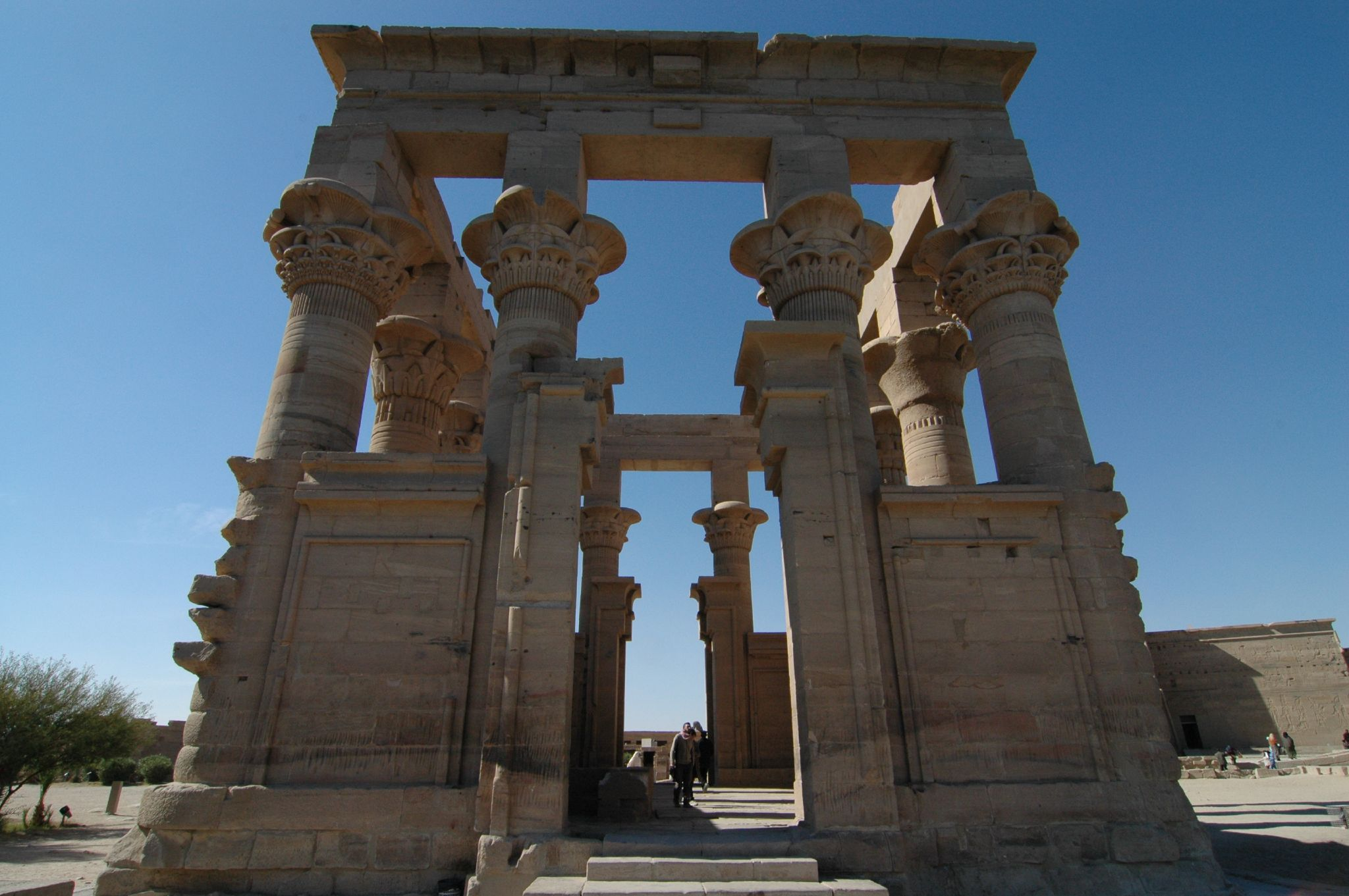
Kiosko de Trajano en Filé.

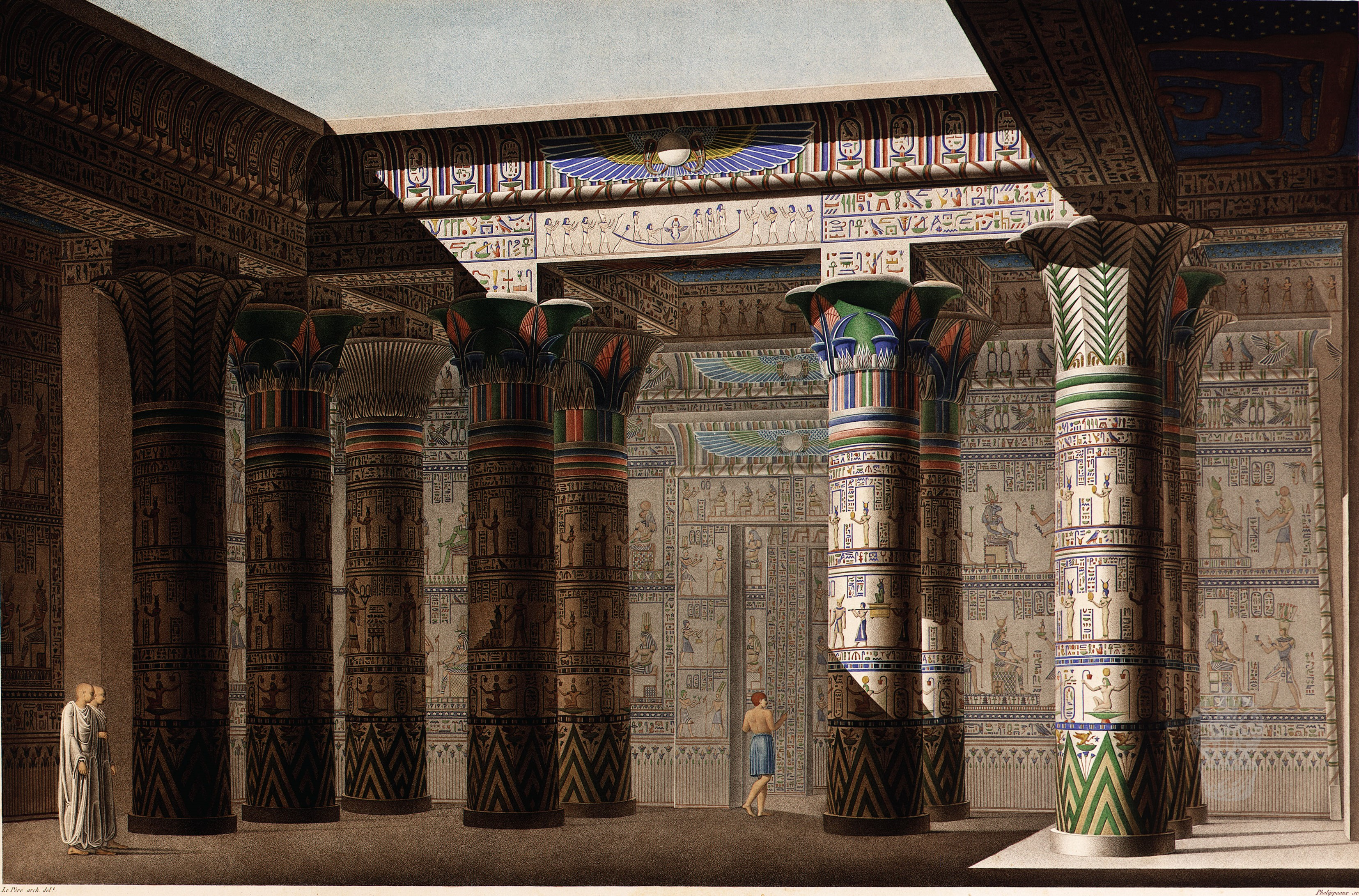
Reconstrucción del aspecto de la sala hípetra del templo de Isis en Filé.

En los templos egipcios se denomina sala hípetra al espacio sin techo y rodeado de columnas que precedía a la sala hipóstila.
Hípetro era el templo sin techo, como el llamado kiosko de Trajano en Filé. Es un término latino (hypaethrus) derivado del griego ὕπαιθρος (hupaithros, construido con el prefijo ὑπό -hupo, "debajo de"- y la raíz αἰθήρ -aither, "el cielo" o "el aire"-), que se aplica a también a templos no egipcios, como el Templo de Apolo en Dídima. Su término opuesto es cleithron (κλεῖθρον), que designa al templo completamente cubierto. Vitruvio utiliza hypaethrus para designar la apertura cenital de la cubierta de los templos decástilos; aunque no se han hallado ejemplos en Roma, y un ejemplo griego es octóstilo (el templo de Júpiter Olímpico en Atenas).

## Próximo Oriente
Liwan es la denominación de una dependencia de un determinado tipo de vivienda tradicional del Levante mediterráneo, que se compara con los peristilos grecorromanos.
También se llama liwan a la sala de oración de las mezquitas (haram o musalla), que se caracterizan habitualmente por la pluralidad de arquerías, que dan un verdadero "bosque de columnas", pero habitualmente es un espacio cubierto, al que se accede desde el patio de las abluciones (sahn), que sí responde al concepto de peristilo: un patio rodeado por pórticos.
No deben confundirse estos conceptos con el de iwan, pabellón cerrado por tres lados, también en el contexto de las mezquitas (en este caso, las del Asia Central).
En la arquitectura islámica, especialmente en los palacios se desarrollan los patios porticados, muy a menudo en torno a fuentes y juegos de agua (sadirvan) como los de la Alhambra.

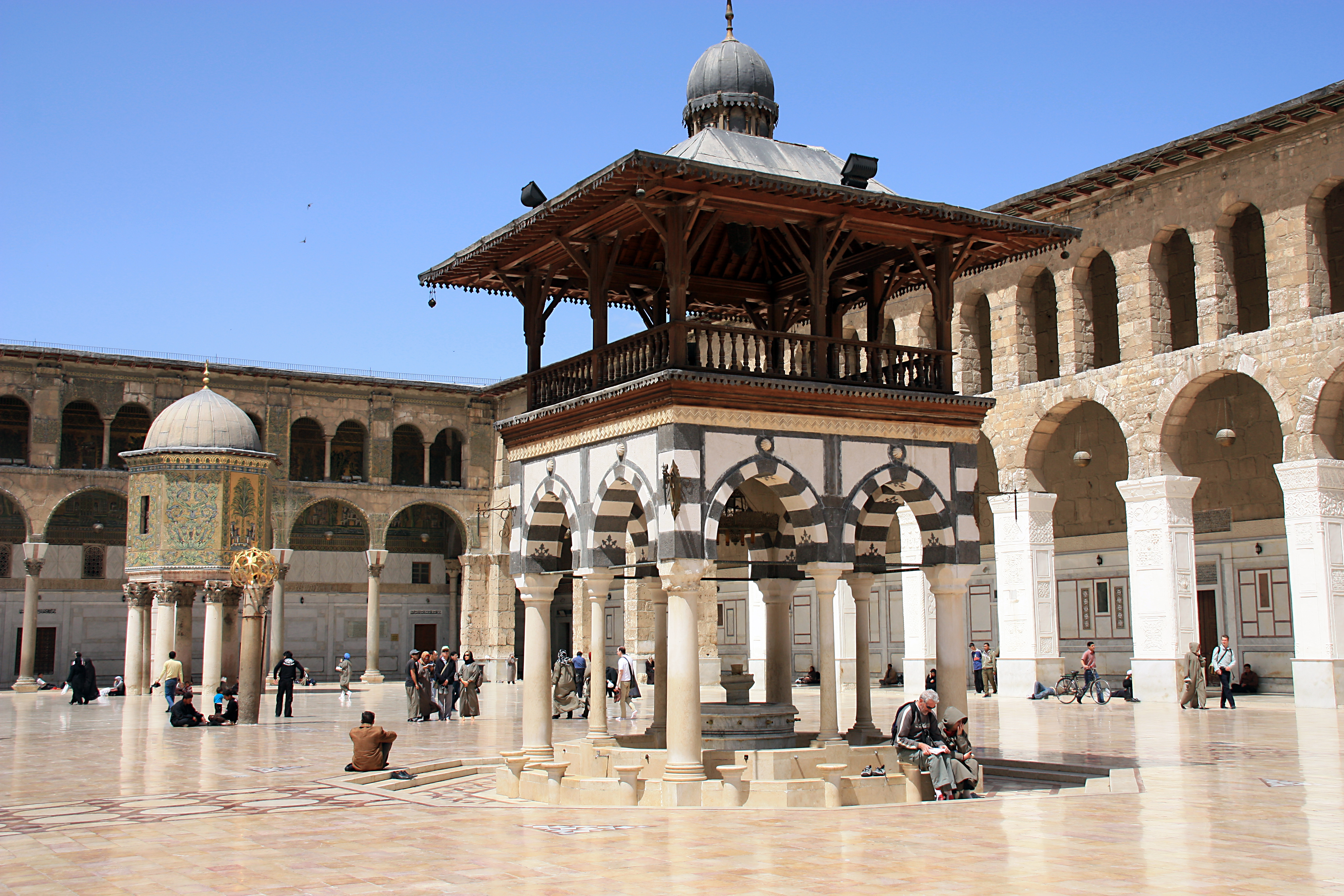
Sadirvan en el sahn de la Mezquita de los Omeyas de Damasco.
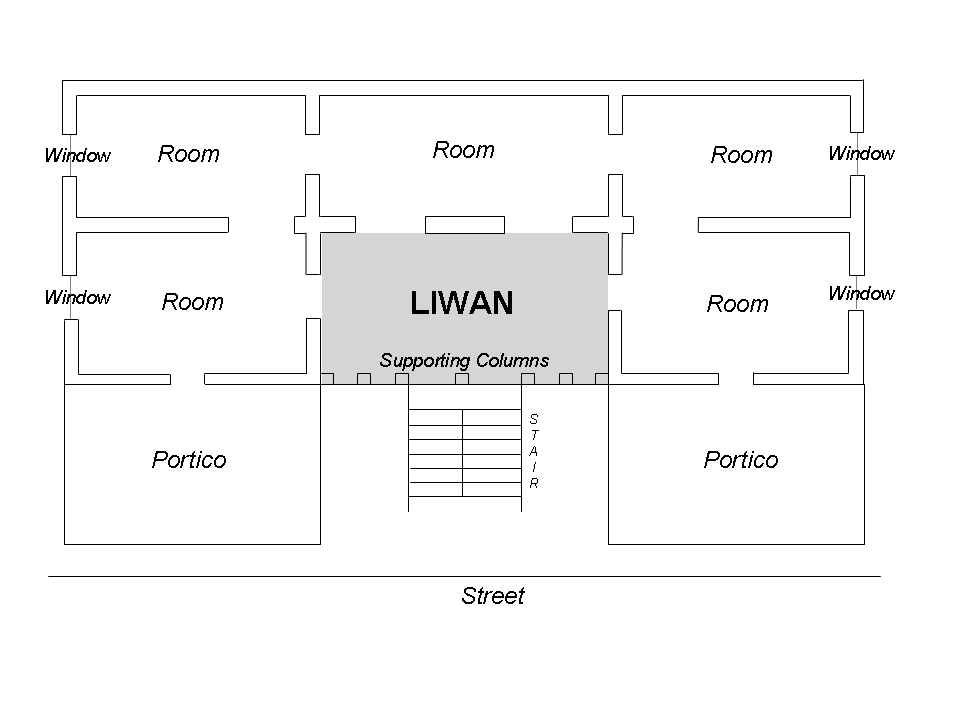
Casa con liwan.
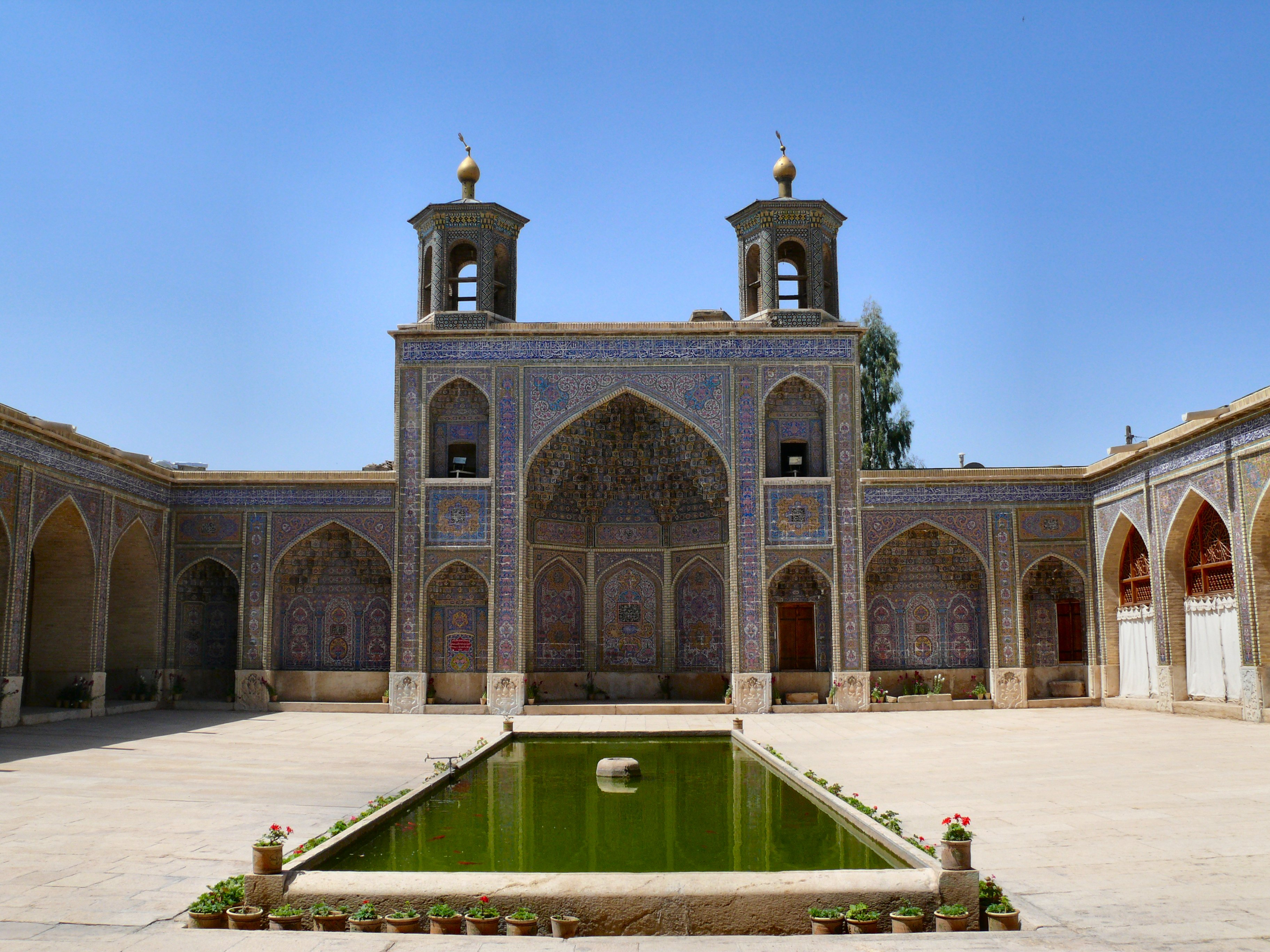
Iwan de la mezquita Nasir-al-molk[14] en Shiraz.
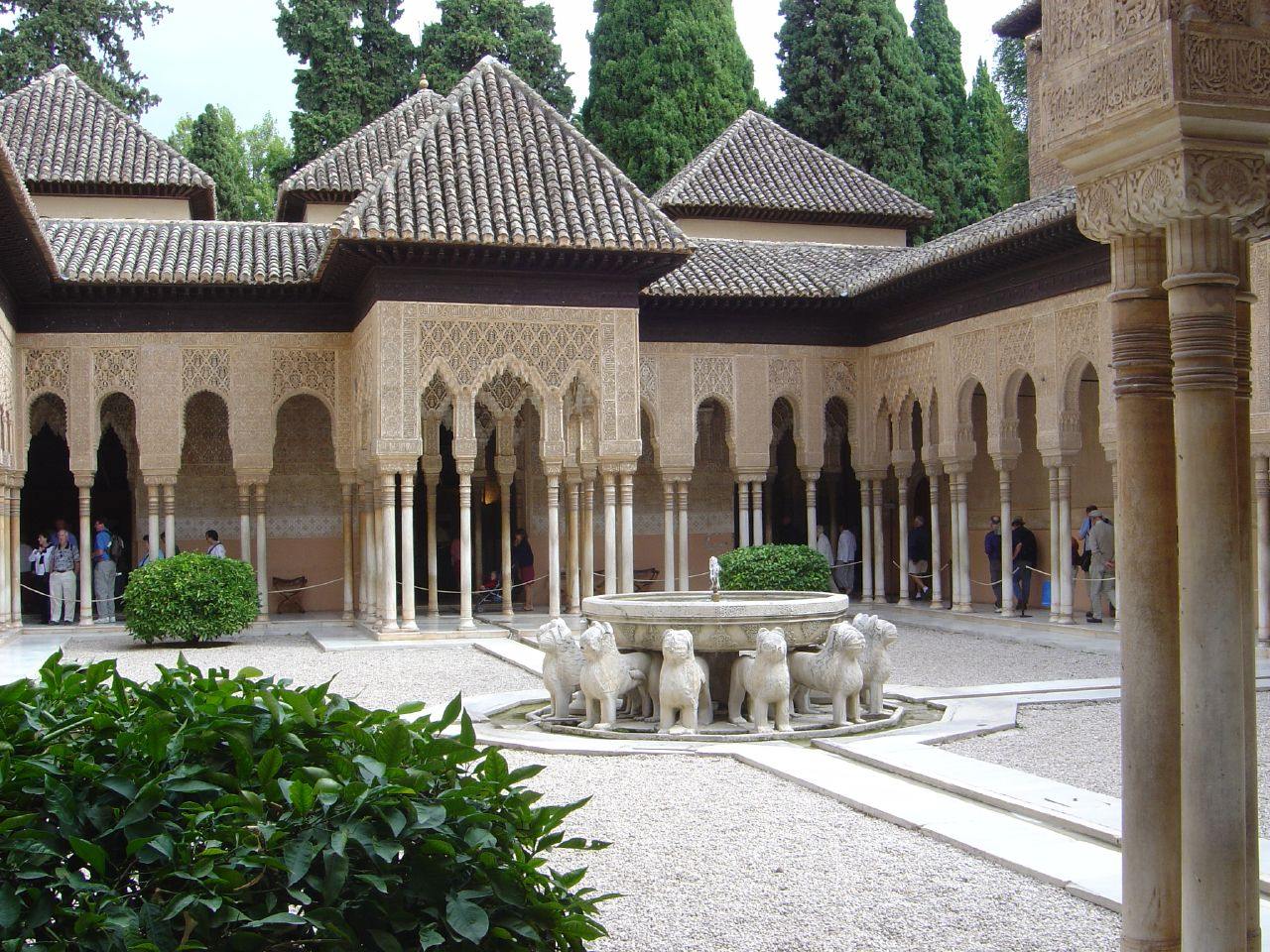
Patio de los Leones en la Alhambra de Granada.